# Acacia dumetorum
Acacia dumetorum é uma espécie de leguminosa do gênero Acacia, pertencente à família Fabaceae.